# Собищанская, Александра Степановна
Александра Степановна Собищанская (10 апреля 1922, Мариупольский уезд, Донецкая губерния — неизвестно, село Новоукраинка, Марьинский район, Донецкая область) — звеньевая колхоза имени XXI съезда КПСС Марьинского уезда Донецкой области, Украинская ССР. Герой Социалистического Труда (1966).

## Биография
Родилась в 1922 году в крестьянской семье в одном из сельских населённых пунктов Марьинского уезда. С конца 1930-х годов трудилась в колхозе имени Чкалова (после укрупнения в конце 1950-х годов — колхоз имени XXI съезда КПСС) Марьинского района с центральной усадьбой в селе Новоукраинка. В послевоенное время — звеньевая полеводческого звена в этом же колхозе. В 1949 году её звено собрало высокий урожай подсолнечника, за что была награждена в 1950 году Орденом Ленина.
В 1965 году звено под её руководством собрало в среднем с каждого гектара по 30 центнеров подсолнечника на участке площадью 43 гектара. Указом Президиума Верховного Совета СССР от 30 апреля 1966 года удостоена звания Героя Социалистического Труда за «успехи, достигнутые в увеличении производства и заготовок подсолнечника, льна, конопли, хмеля и других технических культур» с вручением ордена Ленина и золотой медали «Серп и Молот».
После выхода на пенсию проживала в селе Новоукраинка. С 1977 года — персональный пенсионер союзного значения. Дата смерти не установлена.

## Награды
- Герой Социалистического Труда
- Орден Ленина — дважды (02.06.1950; 1966)